# Résident (colonie)
Pour les articles homonymes, voir Résidence.

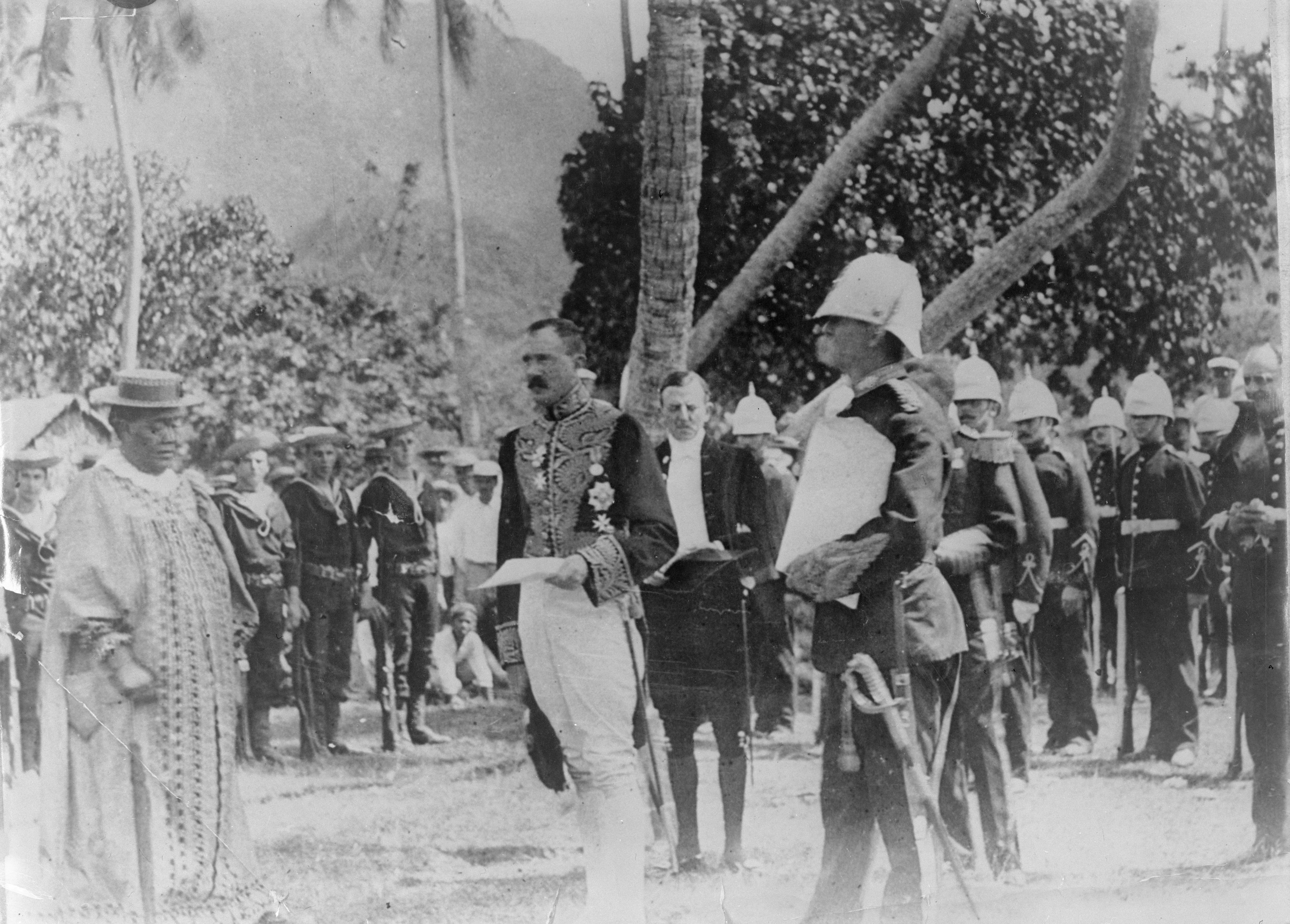
Le gouverneur de la Nouvelle-Zélande, le comte de Ranfurly, lit la proclamation d'annexion des Îles Cook à la reine Makea, en compagnie du résident britannique, Walter Gudgeon, le 7 octobre 1900.

À l'époque coloniale, un résident est le représentant officiel d'une puissance coloniale pratiquant un gouvernement indirect. Diplomate ou militaire en général, le résident habite et travaille dans les petites entités politiques autonomes, les protectorats ou les États sur lequel la puissance coloniale exerce sa souveraineté. Si son rôle est officiellement celui d'un conseiller politique détaché auprès du souverain local, la réalité en fait souvent le véritable chef de l’État.

## Empire colonial britannique
Le Royaume-Uni a des résidents au sein du Raj britannique, notamment en Inde et au Népal, ainsi qu'en Nouvelle-Zélande. 
En Arabie, la Résidence du golfe Persique fut sous influence britannique au niveau politique et économique à des degrés divers sur plusieurs États du golfe Persique à diverses époques. Correspondant aujourd'hui aux Émirats arabes unis (États de la Trêve) et des parties méridionales de l'Iran, du Bahreïn, du Koweït, de l'Oman et du Qatar.

## Empire colonial français

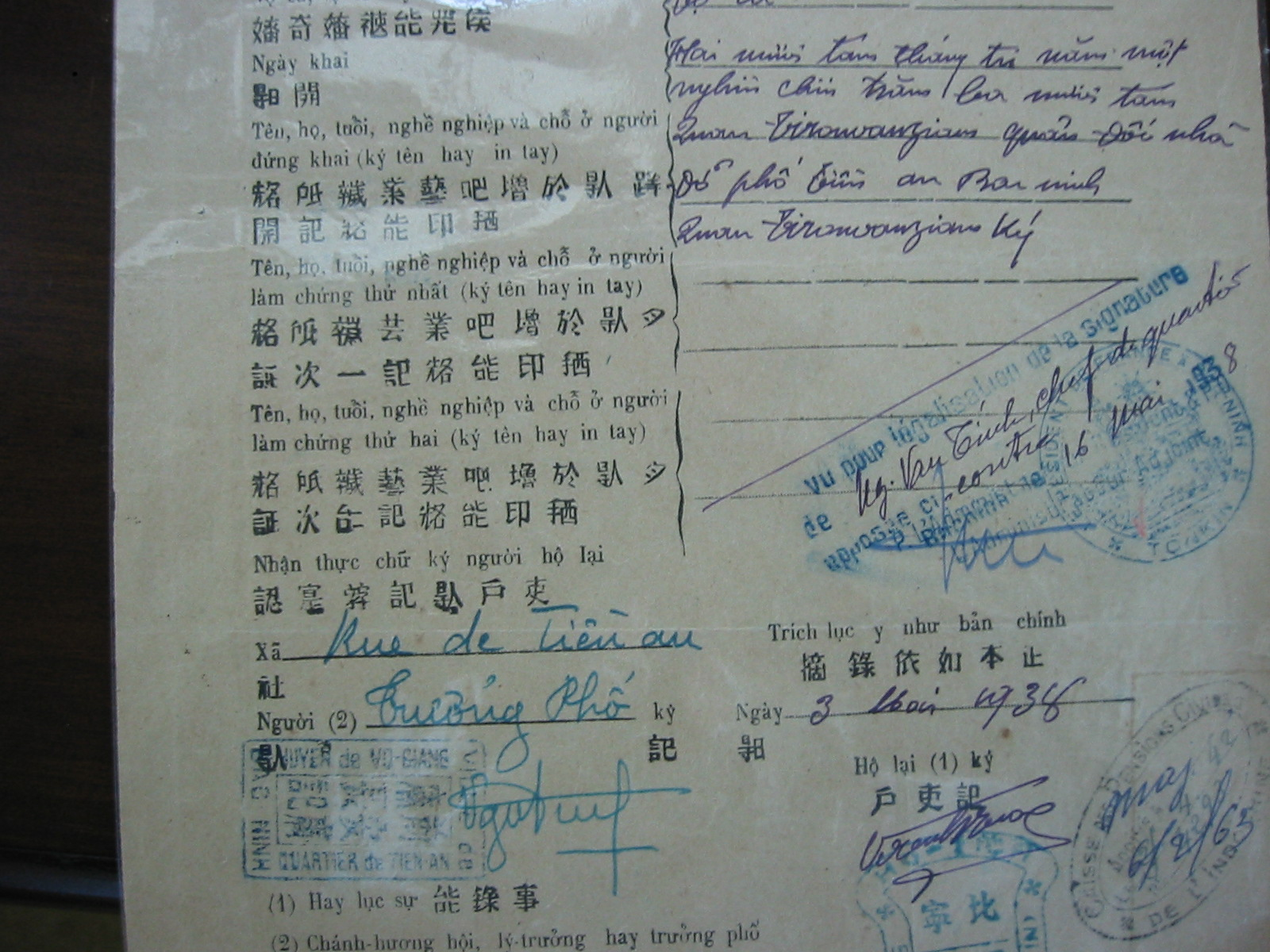
Certificat de naissance de 1938 au Viêt Nam, incluant le tampon du résident.

Le protectorat de Wallis-et-Futuna (1888-1961) est administré par un résident de France. C'est, à partir de 1906, un médecin militaire.

### Résident général
Durant les protectorats français en Tunisie (1881-1956) et au Maroc (1912-1956), le représentant officiel du gouvernement porte le titre de résident général (voir résident général de France en Tunisie et résident général de France au Maroc).

### Résident supérieur
Le titre de résident supérieur indique une place hiérarchique, qui place ce résident au-dessus d'autres résidents. Plusieurs résidences supérieures sont connues :
- Côte d'Ivoire : la France installe un résident supérieur en Côte d'Ivoire, de janvier 1938 à juillet 1940, Edmond Louveau.
- Protectorat français d'Annam.
- Cambodge : durant le protectorat français du Cambodge, où un gouvernement autochtone est maintenu, un résident supérieur est en poste à Phnom-Penh à partir de juillet 1889, jusqu'en 1945, tandis que d'autres résidents sont en service sur l'ensemble du territoire. Le résident supérieur est toutefois dépendant hiérarchiquement du gouverneur général d'Indochine.
- Tonkin : le résident supérieur durant le protectorat français occupe la charge auparavant dévolue au vice-roi, le Tonkin fait officiellement partie de l'empire d'Annam.
- Sud du Laos : après 1897, le résident supérieur est à Vientiane.